# Військо Русі

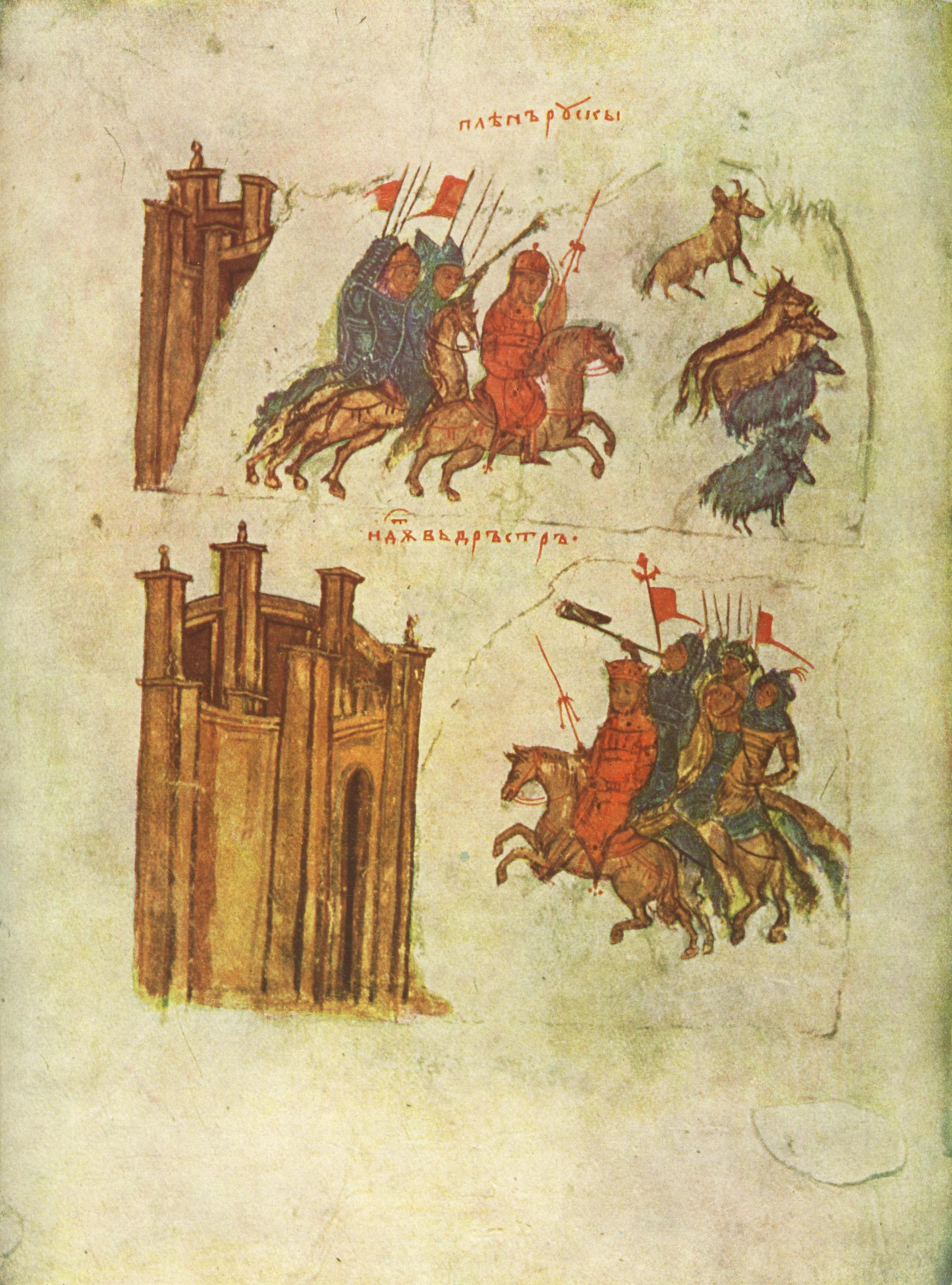
Мініатюра манускрипту XIV століття з болгарських походів руського війська.

Військо Київської Русі — збройні сили руської держави у IX—XIV ст.

## Склад
Основою війська князів була постійна дружина які за свою службу діставали бенефіції та земельні лени. Служба була спадковою, починали її з отроків, з часом стаючи гридями і боярами. Служба у княжій дружині надавала можливості для адміністративної та політичної кар'єри. Дружинники були важкоозброєними кінними лицарями. Їх очолював воєвода. Залежно від розмірів і потуги князівства дружина могла мати від кількох десят до сотень воїнів. Більші дружини ділились на «стяги» (корогви). Бойовий знак — стяг, давав орієнтацію на полі бою бійцям одного підрозділу, що при однакових доспіхах було нелегкою справою.
З XIII ст. війська удільних князів складалися з дружини та «списів» — дружин васалів. Полк, що складався з 900 «списів», налічував трохи більше 7000 бійців. Через відносно незначну чисельність власної дружини і війська васалів князі під час міжусобиць іноді зверталися до чорних клобуків.
Давньоруський флот був досить різноманітним, але кораблі саме військової специфікації не будували — для того використовувались торгові, рибацькі та інші судна, основним типом з котрих, в Х-ХІ ст., була лодія котра з часом набула різних модифікацій: зокрема за часів Ізяслава Мстиславича, під час баталії на Дніпрі супроти Юрія Довгорукого, була змінена на кшталт дромона.
Військова справа в середині та другій половині XIII ст. розвивається на Русі з разючою, для частково спустошеної та розрізаної на частини країни, інтенсивністю.
Зокрема Галицько-Волинська Русь в середині XIII ст. переживає військовий розквіт, що відбилося на складі армії, організації керівництва і озброєнні. Починаючи з 40-х років XIII ст. літописні описи підкреслюють піднесення значення піхоти, яка бере участь в бойових діях на рівних з кіннотою, а іноді й зумовлює підсумок баталії. У війська південно-руських князівств було надано доступ різним соціальним верствам. У полки входили бояри і простолюдини, міщани і смерди. У зв'язку з цим стара дружинна термінологія змінюється професійною, з'являються підрозділи воїв.
Характерна поява нових тактичних прийомів. Так опис битви під Ярославом містив несподівані флангові удари, глибоко проникаючі рейди в розрахунки супротивника. Цей бій є показником нових прийомів боротьби пов'язаних зі зростанням оперативної самостійності тактичної одиниці — полку. У 40-х роках XIII ст. спостерігається масове поширення самострілів та каменеметів. Останні стали знаряддям активного штурму міст і сприяли істотним змінам тактики бойових дій з осади фортець. Виокремлюється артилерія — підрозділи котрі спеціалізуються на обслузі, транспортуванні чи побудові осадних знарядь безпосередньо близ ворожих стін.
Вже у битвах середини XII ст. військо почали поділяти переважно на три частини: великий полк і два крила (полки правої та лівої руки). Пізніше число полків зросло до п'яти: додалися передовий та сторожовий. Керував формуванням старший з присутніх князів. Він же очолював Великий полк. Інші очолювали молодші князі, яким часом давали на допомогу досвідчених воєвод. Долю битви вирішувало рукопашне зіткнення бойових порядків головних сил. При зіткненні битва розпадалась на індивідуальні поєдинки, застосовувалися обходи і охоплення флангів, розривання фронту супротивника зосередженими ударами переважаючих сил.

## Озброєння

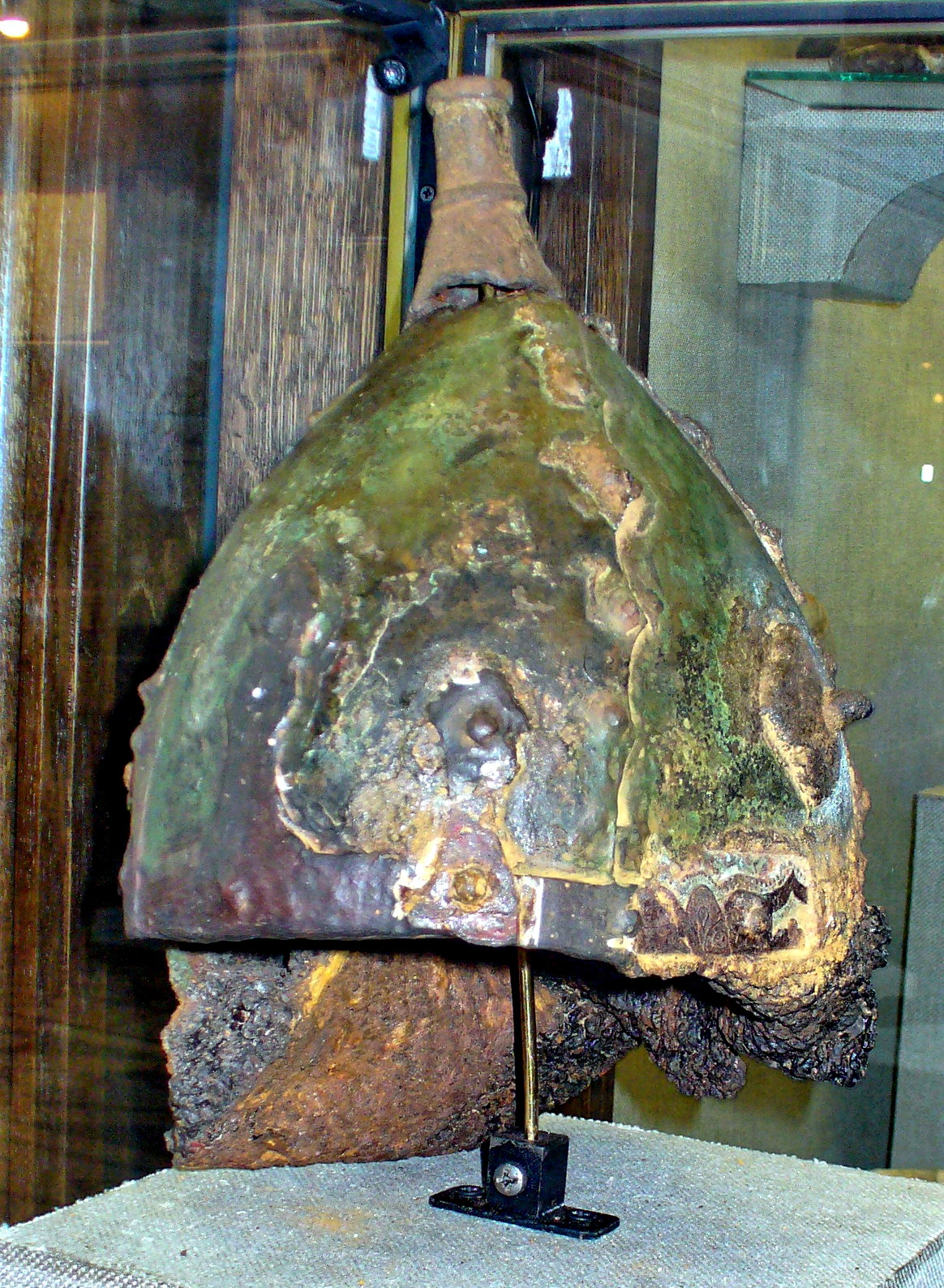
Шолом з кургану Чорна могила, X ст.

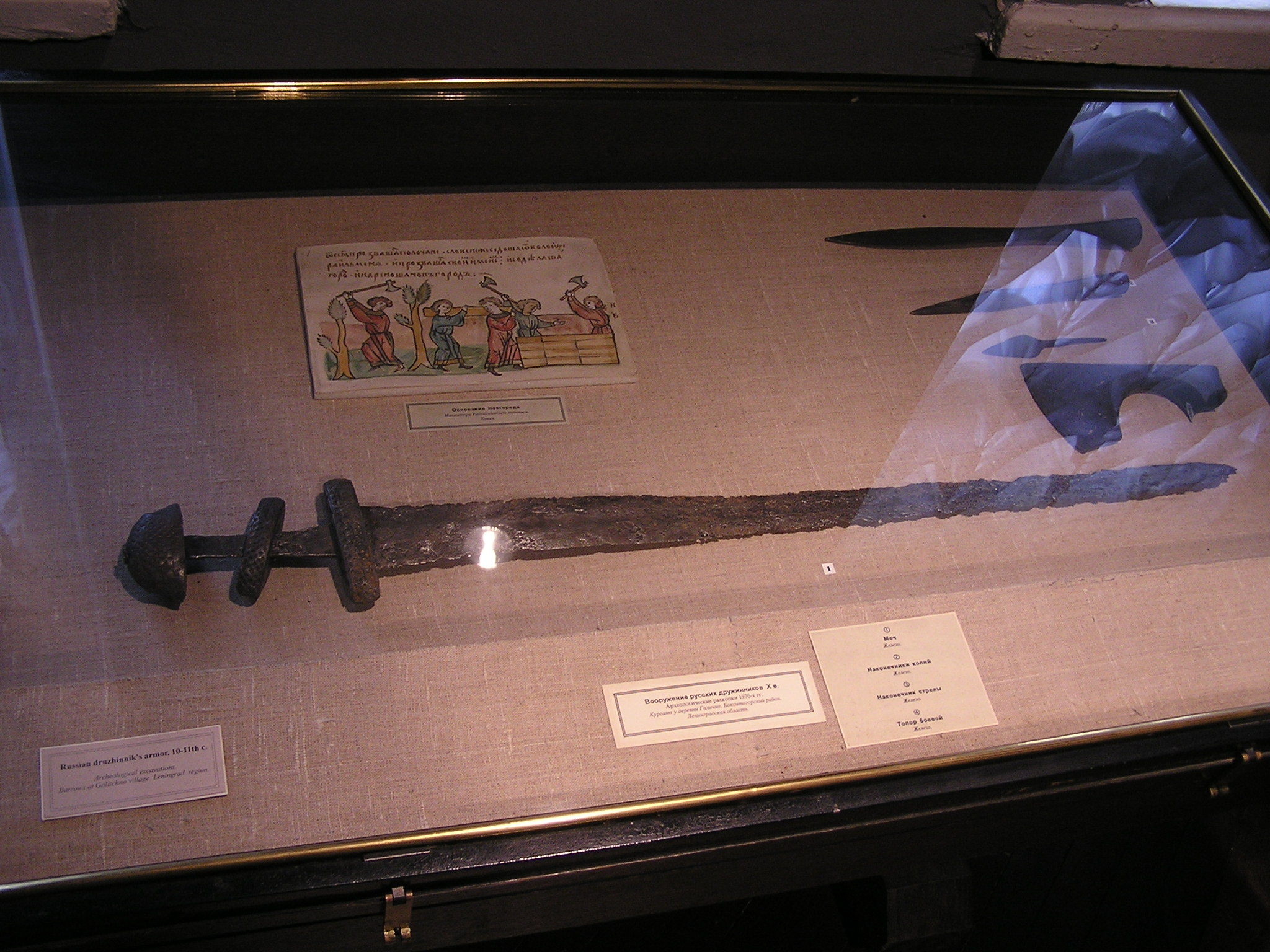
Меч дружинника, X ст.

Основною ударною зброєю ближнього бою тривалий час був спис. До середини XV ст. списоносці складали основу піхоти. Для княжої кінної дружини спис був головною наступальною зброєю. Вони мали металеву ударну частину з 3-4 гранями та дерев'яну ручку, яку звичайно розмальовували в геральдичні барви власника.
Сулиці застосовувались легкою піхотою з початку XIII ст. у якості метальної зброї, а також для ближнього бою. Натомість від початку XIII ст. із застосування відійшла бойова сокира.
Особистою зброєю ближнього бою були мечі. В основному застосовувалися прямі з двома лезами довжиною 120 см, руків'я яких захищалося кованим перехрестям, прямим або скошеним в сторону противника. Була наявна зброя місцевого виробництва, знахідки якої було виявлено зокрема на Київщині. Через брак якісної сталі також завозили рейнські, верхньодунайські й азійські мечі.
Скривлені мечі — шаблі першими стали використовувати чорні клобуки, їх довжина 110—119 см, кривина леза у найбільшій точці згину 4,5-5,5 см при його ширині 4-5 см. Але ні ополчення, ні княжі дружинники до монгольської навали цього виду зброї майже не використовували. Булави і шестопери застосовувалися як ударна зброя.
Лук був найпоширенішою дальнобійною зброєю — 200 м, на відстані 50 метрів стріла пробивала броню, скорострільність сягала до 10 пострілів в хвилину. Самостріл був вдосконаленим луком з тятивою і ложем посередині. В Ізяславі знайдено древнійший в Європі поясний гачок для натягування арбалета. Судячи із численних знахідок арбалетних стріл експедицією М. Ф. Рожка цей вид зброї на Русі використовувався і раніше.
З XIII ст. значного поширення здобула метальна артилерія. Станкові каменемети могли метати камінь «в підйом людині» (близько 50 кг) і запальні суміші. Для метання більш важких каменів і сумішей використовувались пороки.
Менш використовуваною була техніка таранного типу, для дієвого застосування якої потрібно було подолати рів. При облозі застосовувались пересувні вежі з майданчиками для бійців і перекидними містками відомі ще візантійцям.

## Захист
Для захисту голови застосовувались конічно-сферичні шоломи «чернігівського типу», також від XII ст. набувають поширення шоломи з високими втулками для султанів та з наносниками або личинами. Вони були кращими за європейські, експортувалися на захід, а у Польщі, Прусії і в Угорщині викликали наслідування місцевих майстрів. У VIII—IX з'являються кольчуги.
Окремі елементи пластинчатих панцирів з'явилися у Київській Русі значно раніше ніж у сусідів. Поножі в Європі зафіксовані вперше близько 1250 р., тоді як фрески Кирилівської церкви XII ст. містять зображення воїна в поножах, а два мідні посріблені наколінники знайдено в похованні чорного клобука поблизу Юр'єва. Так само і з наручами-наколотниками, які стали застосовуватися на Заході лише з XIV ст. Знайдений на Дівич-горі, у городищі зруйнованому монголами в 1240 р., наруч складався з двох трубчатих, з'єднаних шарнірами, частин, котрі закривалися на руці за допомогою двох ремінців і двох пряжок.
З XIII ст. еволюціонували і щити. Вони стали коротшими і легшими, з них зникли умбони та інші металеві частини. В кінноті їх поступово змінили ще менші тарчі.